# قلعه پسکوه
قلعه پسکوه مربوط به دوره صفوی است و در شهرستان سیب و سوران روستای پسکوه واقع شده و این اثر در تاریخ ۷ آذر ۱۳۸۳ با شمارهٔ ثبت ۱۱۲۴۲ به‌عنوان یکی از آثار ملی ایران به ثبت رسیده است.